# همکاری ملی برای نجات ایران
همکاری ملی برای نجات ایران، عنوان همایشی شامل یک گردهمایی از صدها فعال اپوزیسیون ایرانی، به رهبری رضا پهلوی بود که در ۴ مرداد ۱۴۰۴، در شهر مونیخ آلمان برگزار شد. هدف این کنفرانس، تقویت همکاری میان گروه‌های مختلف ایرانی و ترسیم مسیری مشخص برای کنارگذاشتن جمهوری اسلامی، بازگشت به دموکراسی و بازسازی ایران بود.

## هدف و محتوای همایش
در این همایش، درحدود ۵۰۰ فعال سیاسی، اجتماعی و فرهنگی، شامل سیاستمداران، دانشگاهیان، هنرمندان، ورزشکاران و نمایندگان ادیان و اقوام مختلف ایران شرکت کردند. ریاست این نشست را، رضا پهلوی بر عهده داشت. هدف اصلی کنفرانس، گردآوری و متحد ساختن جریان‌های مختلف اپوزیسیون و تشکیل یک جبهه مشترک، برای سرنگونی جمهوری اسلامی ایران عنوان شد. در این رویداد، پنل‌های گوناگون، پیرامون مسائل ایران و راهکارهای بهبود اوضاع پس از فروپاشی رژیم، برگزار گردید.
سخنرانان کنفرانس، شامل فرح پهلوی، شیرین عبادی، گوگوش، منصور جعفری و همچنین جمعی از زندانیان سیاسی بودند که، از زندان‌های ایران، به صورت تلفنی مشارکت داشتند. رضا پهلوی پیش از کنفرانس مدعی شد که بیش از ۵۰٬۰۰۰ تن از عناصر حکومت و ارتش جمهوری اسلامی، از طریق مسیر امنی با او تماس گرفته و برای همکاری در جهت سرنگونی حکومت، اعلام آمادگی کرده‌اند. که البته صحت این موضوع مشخص نیست.

## سخنرانان
فرح پهلوی، یک پیام صوتی ارسال کرد که در طی آن، از انقلاب ملی ایران و پایان دادن به جمهوری اسلامی حمایت کرد. او گفت: «حق ملت ایران، آزادی، رفاه و سرافرازی است».
شیرین عبادی، برنده جایزه صلح نوبل ۲۰۰۳، با ارسال یک پیام ویدیویی، خواستار سرنگونی رژیم، برگزاری همه‌پرسی برای تعیین یک رهبر جایگزین و نیز، اتحاد میان سازمان‌های اپوزیسیون شد.
گوگوش در پیام ویدیویی خود گفت که ایران را خانه خود می‌داند و این خانه باید آزاد شود. او افزود: «نام همکاری ملی برای نجات ایران را خیلی می‌پسندم، چون کشور ما زخم‌خورده است، مثل بدن زخم‌خورده یک مادر که فرزندان اهل خانه گرد هم می‌آیند تا این بدن زخمی را معالجه کنند و این مادر زخم‌خورده را دوباره سرزنده و شاداب کنند».
گروهی از زندانیان سیاسی، شامل محبوبه رضایی، سامان رضایی، بهفر لاله‌زاری، حمید فرهادی، خالد پیرزاده، مصطفی و محمد حسن، از طریق تماس تلفنی از زندان، حمایت خود را از این کنفرانس و همکاری ملی اعلام کردند.
افشین الیان، استاد حقوق در هلند، در سخنرانی خود، جمهوری اسلامی را، رژیمی مبتنی بر ترور معرفی کرد و افزود که ضعف این حکومت در کاهش قدرت نیروهای نیابتی‌اش مشهود است. او به عدم حمایت روسیه، چین و کشورهای اروپایی دیگر از ایران، درطی جنگ با اسرائیل اشاره کرد.

### سخنرانی رضا پهلوی
رضا پهلوی در بخش پایانی کنفرانس سخنرانی کرد و به بحران‌های گوناگونی که در حال حاضر، گریبان‌گیر ملت ایران است پرداخت. او خواستار پایان حکومت جمهوری اسلامی شد و این حکومت را، یک «فرقه‌ای ضد ایرانی» توصیف کرد و وضعیت فعلی ایران را لحظه‌ای تاریخی دانست که در آن، سقوط جمهوری اسلامی اجتناب‌ناپذیر است.
او علی خامنه‌ای را رهبری ضعیف معرفی کرد که ایران را به جنگ کشاند، در حالی که خود در پناهگاه‌ها پنهان شده بود و تلاشی برای دفاع از مردم ایران نکرد. شاهزاده رضا پهلوی، جنگ میان ایران و اسرائیل را نه جنگ مردم ایران، بلکه جنگ خامنه‌ای و فرماندهان سرکوبگر و تروریست سپاه پاسداران دانست که علی‌رغم سال‌ها لاف‌زنی، نتوانستند حتی از خود دفاع کنند.
رضا پهلوی در مورد روز پس از جمهوری اسلامی گفت که نخست، سازمان‌های اپوزیسیون، ایران را از سلطه رژیم رها خواهند کرد و سپس ملت ایران آزادانه، دربارهٔ آینده و نوع حکومت خود تصمیم خواهد گرفت. او تأکید کرد که به دنبال هیچ مقام سیاسی نیست، بلکه هدفش فراهم آوردن بستر لازم، برای بازسازی شکوه ازدست‌رفته ایران است.
او سخنرانی خود را چنین به پایان رساند: «ملت بزرگ ایران، پیروزی ما از هر زمان نزدیک‌تر است. به نیروی خود باور داشته باشیم. ما ملت متحد، آگاه و دلیری هستیم که این رژیم هرگز نتوانسته بر فرهنگ و تاریخ و تمدن ما پیروز شود. جمهوری اسلامی به زباله‌دان تاریخ می‌رود؛ و ایران و ملت ما، آزاد و سربلند، از این دوره سخت به سلامت عبور خواهد کرد».